# Житоше
Житоше (мкд. Житоше) су насеље у Северној Македонији, у средишњем делу државе. Житоше припадају општини Дољнени.

## Географија
Насеље Житоше је смештено у средишњем делу Северне Македоније. Од најближег већег града, Прилепа, насеље је удаљено 30 km западно.
Рељеф: Житоше се налазе у северозападном делу Пелагоније, највеће висоравни Северне Македоније. Насељски атар је махом равничарски, без већих водотока, док се северозападно од насеља издиже Бушева планина. Надморска висина насеља је приближно 640 метара.
Клима у насељу је континентална.

## Становништво
По попису становништва из 2002. године, Житоше су имале 1.807 становника.
Претежно становништво у насељу су Албанци (64%), а мањина су Бошњаци (33%).
Већинска вероисповест у насељу је ислам.